# Pallavolo ai XVI Giochi del Mediterraneo
I tornei di Pallavolo ai XVI Giochi del Mediterraneo si sono svolti dal 28 giugno al 4 luglio 2009.
- PalaTricalle di Chieti (Torneo maschile)
- PalaRoma di Montesilvano (Torneo maschile)
- Palasport di Vasto (Torneo femminile)

Ogni Paese, per ciascun torneo, può iscrivere una squadra di 12 giocatori.

## Calendario
Le gare hanno seguito il seguente calendario:
| ● | Competizioni | ● | Finali |

|                  | Giugno/Luglio |    |    |    |    |    |    |    |    |    |
|                  | 26            | 27 | 28 | 29 | 30 | 01 | 02 | 03 | 04 | 05 |
| Torneo maschile  |               |    |    | ●  | ●  | ●  | ●  | ●  | ●  |    |
| Torneo femminile |               |    | ●  | ●  | ●  | ●  | ●  |    | ●  |    |

## Regolamento
Il regolamento ufficiale del torneo è quello approvato dalla FIVB e in vigore al 1º gennaio 2009. Anche le classifiche vengono determinate dal regolamento ufficiale FIVB. In caso di parità di punteggio sarà utilizzato il coefficiente dei punti vinti e persi per la determinazione della classifica definitiva. Se persiste la parità verrà preso in considerazione il coefficiente dei set vinti e persi, e ulteriormente i risultati ottenuti negli scontri diretti.

### Sorteggio
Il sorteggio è avvenuto presso l'auditorium dell'Università degli Studi "Gabriele D'Annunzio" il 5 maggio 2009, durante una cerimonia dedicata ai sorteggi dei gironi per i tornei degli sport di squadra. Il sorteggio è stato effettuato Marco Mancini, giocatore della Pallavolo Pineto, per quanto riguarda le competizioni maschili, da Consuelo Mangifesta, ex pallavolista e commentatrice per Rai Sport, per la competizione femminile.
Si iscrissero al torneo maschile dieci squadre, suddivise dal Comitato Tecnico in cinque fasce, per la composizione di due gironi da cinque squadre. Per il torneo femminile invece, furono otto le nazionali iscritte, suddivise in quattro fasce per la composizione di due gruppi da quattro squadre. Nell'estrazione a sorte il Comitato tenne conto del livello delle squadre partecipanti e il risultato ottenuto nella precedente edizione nell'ordine di:
1. Giochi del Mediterraneo
2. Olimpiadi
3. Campionato del Mondo

## Medaglieri
| Posizione | Paese      |
| --------- | ---------- |
|           | Italia     |
|           | Spagna     |
|           | Slovenia   |
| 4         | Tunisia    |
| 5         | Turchia    |
| 6         | Grecia     |
| 7         | Montenegro |
| 8         | Francia    |

| Posizione | Paese                |
| --------- | -------------------- |
|           | Italia               |
|           | Turchia              |
|           | Croazia              |
| 4         | Grecia               |
| 5         | Bosnia ed Erzegovina |
| 6         | Francia              |
| 7         | Algeria              |
| 8         | Albania              |